# محمود سيف الدين الإيراني
محمود سيف الدين الإيراني (1914 - 1974) أديب فلسطيني يعتبر رائد القصة القصيرة بالأردن، له جملة كتابات نثرية، ولد في يافا عام 1914 لأب ينحدر من أصل إيراني من بلدة أصفهان وأم عربية. ودرس في مدارس الفرير الفرنسية أجاد اللغة العربية والإنجليزية والفرنسية والفارسية صاحب مجلة الفجر الأسبوعية الصادرة في يافا عام 1935 واستقر في الأردن عام 1940 وعمل في التدريس ثم شغل مناصب في مكاتب منظمة اليونسكو في عمان وكان مستشارا ثقافيا في وزارة الثقافة والإعلام معالج فنون الأدب وكتب في المقالة والقصة والنقد الأدبي وراسل كبريات الصحف والمجلات العربية في مصر وسوريا ولبنان والكويت وكان في قصصه ورواياته يعالج الفوارق الطبقية وأسباب التخلف والجمود في الوطن العربي وكانت ثقافته واسعة ونشر مقالاته الأدبية في الصحف الأدبية مثل الدفاع وفلسطين وكتب في مجلة الشباب واللهب والرائد وأقام علاقات حميمة مع كبار أدباء الوطن العربي مثل المازني ومحمود تيمور والعقاد وإبراهيم ناجي ومحمود طه وغيرهم كان رئيسا لتحرير مجلة أفكار الأردنية التي تصدر عن وزارة الثقافة وأشرف على مجلة رسالة المعلم الأردنية التي تصدر عن وزارة التربية والتعليم توفي عام 1974م عن عمر يناهز 60 عام.

## أعماله المشهورة
- أول الشوط - قصص قصيرة - 1937.
- مع الناس - قصص قصيرة - 1956.
- ما أقل الثمن - قصص قصيرة - 1962.
- متى ينتهي الليل - قصص قصيرة - 1964.
- الأردن واليونيسكو - دراسة/بحث - 1964.
- اللغة العربية (3) أجزاء من الآخرين - دراسة/بحث - 1966.
- أقاصيص من الغرب والشرق - قصص قصيرة - 1969.
- أصابع في الظلام - قصص قصيرة - 1971.
- ملامح من الغرب - دراسة/بحث - 1972.
- «ثقافتنا في خمسين عاماً»، بالاشتراك مع: عبد الرحمن ياغي، محمود العبادي، هاشم ياغي، محمود سيف الدين الإيراني، عيسى الناعوري، نمر سرحان، هاني العمد، توفيق النمري، عمان، منشورات دائرة الثقافة والفنون، 1972. [5]
- غبار وأقنعة - قصص قصيرة - 1973.
- الأعمال الكاملة 1999م.
- سر في صورة.
- ملك الزجاج.